# Petar Mitsin
Petar Petrov Mitsin (bulgariska: Петър Петров Мицин), född 19 augusti 2005 i Velingrad, är en bulgarisk simmare.

## Karriär
Vid EM 2022 i Rom slutade Mitsin på 15:e plats på 200 meter fjärilsim och på 25:e plats på 200 meter frisim samt var en del av Bulgariens lag som slutade på nionde plats på 4×200 meter frisim. Vid kortbane-VM 2022 i Melbourne slutade han på delad 14:e plats på 200 meter frisim samt var en del av Bulgariens kapplag som slutade på åttonde plats på 4×200 meter frisim.
Vid junior-EM 2023 i Belgrad tog Mitsin guld på 200, 400 och 800 meter frisim. Vid U23-EM 2023 i Dublin tog han guld på 400 meter frisim. Vid junior-VM 2023 i Netanya tog Mitsin guld på 400 meter frisim samt silver på 800 meter frisim och 200 meter fjärilsim. Vid kortbane-EM 2023 i Otopeni slutade han på åttonde plats på 200 meter fjärilsim, 11:e plats på 400 meter frisim och på 15:e plats på 800 meter frisim.
Vid VM 2024 i Doha slutade Mitsin på 14:e plats på 200 meter fjärilsim och på 23:e plats på 400 meter frisim. Han var en del av Bulgariens kapplag som slutade på 13:e plats på 4×200 meter frisim och på 16:e plats på 4×100 meter frisim. Vid olympiska sommarspelen 2024 i Paris blev Mitsin utslagen i försöksheatet på både 400 meter frisim och 200 meter fjärilsim och slutade på totalt 21:a respektive 19:e plats. Vid kortbane-VM 2024 i Budapest slutade han på åttonde plats på 400 meter frisim och på 24:e plats på 200 meter frisim.
Vid U23-EM 2025 i Šamorín tog Mitsin guld på 400 meter frisim samt silver på 200 och 800 meter frisim.